# Hoplacephala indosinica
Hoplacephala indosinica är en tvåvingeart som beskrevs av Yu. G. Verves 1980. Hoplacephala indosinica ingår i släktet Hoplacephala och familjen köttflugor. Inga underarter finns listade i Catalogue of Life.